# Ligne 36 du tramway de Galați
Pour les articles homonymes, voir Ligne 36.
La ligne 36 est une ligne de tramway longue de 9,2 km, en service depuis 1978, et circule sur le territoire de Galați.
L'aménagement urbain de la ligne a été réalisé par les architectes urbanistes de TransUrb et de la mairie de Galați (quais, stations, revêtements, plantations, mobiliers urbains).

## Tracé
Les stations du tracé retenu sont listées ci-dessous :
|  |  |   |  |  | Stations                   | Lat/Long                     | Zone | Quartiers | Correspondances                 |
|  |  | - |  |  | -------------------------- | ---------------------------- | ---- | --------- | ------------------------------- |
|  |  | o |  |  | Terminus Aeroport          | 45° 27′ 20″ N, 28° 01′ 44″ E | 3    | Aeroport  | 1 39 39b 40 Bus 34              |
|  |  | o |  |  | Henri Coanda - Micro 38-39 | 45° 27′ 18″ N, 28° 01′ 27″ E | 3    | Aeroport  | 1 39 39b 40 Bus 34              |
|  |  | o |  |  | Traian Vuia - Micro 38-40  | 45° 27′ 02″ N, 28° 01′ 25″ E | 3    | Aeroport  | 1 39 39b 40 Bus 34              |
|  |  | o |  |  | Aurel Vlaicu - Micro 40    | 45° 26′ 56″ N, 28° 01′ 33″ E | 3    | Aeroport  | 1 39 39b 40 Bus 34              |
|  |  | o |  |  | I.C.Frimu - Tecuci         | 45° 26′ 35″ N, 28° 01′ 19″ E | 3    | I.C.Frimu | 1 39 39b 40                     |
|  |  | o |  |  | Parc I.C.Frimu             | 45° 26′ 27″ N, 28° 01′ 42″ E | 3    | I.C.Frimu | 5 6 7 37 42                     |
|  |  | o |  |  | Cimitirul Eternitatea      | 45° 26′ 28″ N, 28° 02′ 10″ E | 3    | I.C.Frimu | 5 6 7 37 42                     |
|  |  | o |  |  | Baia Comunala              | 45° 26′ 38″ N, 28° 02′ 49″ E | 3    | Centru    | 5 6 7 37 42                     |
|  |  | o |  |  | Facultatea de Nave         | 45° 26′ 46″ N, 28° 03′ 17″ E | 3    | Centru    | 5 6 7 37 42                     |
|  |  | o |  |  | Gara C.F.R.                | 45° 26′ 37″ N, 28° 03′ 34″ E | 3    | Gara      | 7 37 Bus 26 Caile Ferate Romane |

Les noms des stations ne sont pas définitifs. Les coordonnées et les zones sont approximatives.